# Ulrico III di Hanau
Ulrico III di Hanau (Hanau, 1310 – Hanau, 1369) fu signore di Hanau.

## Biografia
Ulrico III era figlio di Ulrico II di Hanau, signore di Hanau, e di sua moglie, Agnese di Hohenlohe.
Anche prima della morte del padre nel 1346, Ulrico III era politicamente attivo. Dal 1343 ottenne infatti assieme a Kuno di Falkenstein la tutela della signoria di Falkenstein-Münzenberg.
Negli anni 1349 e 1357 la sua signoria venne invasa dalla peste che raggiunse anche Hanau e nella sola Francoforte sul Meno, in meno di 200 giorni, mieté 2.000 vittime. Ulrico III e la sua famiglia non vennero direttamente colpiti anche se dovettero abbandonare la città anche a causa di un incendio doloso di cui venne accusata la locale comunità ebrea che venne quindi sfollata completamente.

### La politica interna
La politica fiscale sotto il governo di Ulrico III ebbe molto successo. Nonostante le campagne militari e le costose faide locali, egli riuscì sempre ad avere denaro sufficiente per concedere prestiti a interesse e riscattare i debiti dei propri alleati.
Nel 1368 egli ottenne i villaggi di Bruchköbel e Marköbel con il diritto di conio per la città di Babenhausen già tra i suoi feudi.

### La politica estera

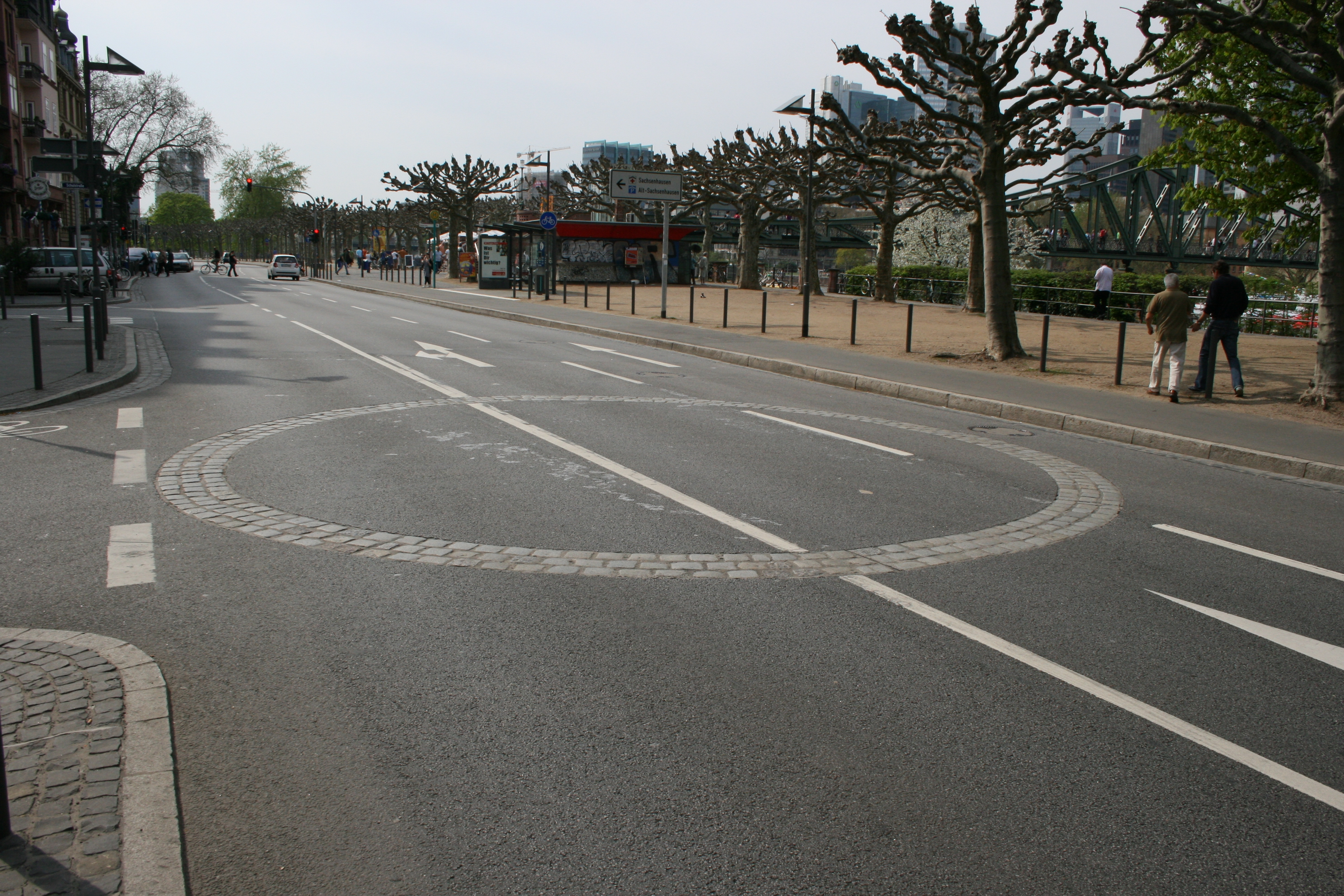
Antica posizione della torre di Ulrico III a Francoforte sul Meno, oggi segnalata con delle mattonelle sul manto stradale in quanto abbattuta in tempi successivi

Ulrico III perseguì la politica estera iniziata dal suo predecessore, fatto che gli permise di rafforzare la sua morsa attorno a Francoforte, in particolare nella città di Bornheimerberg. Avendo erogato dei prestiti all'Imperatore, gestì l'incarico di sindaco di Francoforte sul Meno (1349) in pegno, minacciando seriamente la città di includerla nei propri domini, approfittando la continua lotta tra i patrizi e gli artigiani locali.
Per stringere Francoforte in questo suo accerchiamento territoriale, Ulrico III fece anche costruire una torre doganale con la quale cercò di tutelare i propri interessi contro l'espansione della città (anche se alcuni sospettano che la costruzione risalisse addirittura all'epoca di Ulrico I). La torre viene documentata per la prima volta nel 1391 dalla città di Francoforte che ne era entrata in possesso e l'aveva annessa alle mura cittadine.
Ulrico III, d'altro canto, ebbe ottime relazioni con la corte imperiale, dalla quale venne nominato patrizio di Francoforte nel 1363 il che era all'epoca un grande privilegio vista la ricchezza universalmente riconosciuta alla città.
Nel 1354 Ulrico III ottenne anche il controllo del castello di Schelmenburg, oltre ai feudi di Altenhaßlau e Jossgrund oltre a numerosi altri feudi minori. Egli prese parte nel 1356 alla Dieta di Metz ed alla Dieta di Norimberga, alla fine della quale venne stipulata la Bolla d'Oro. Egli ricevette dall'Imperatore dei privilegi doganali sulla rotta commerciale Francoforte-Lipsia e su quella Fulda - Würzburg oltre che nella città di Kesselstadt.
A livello militare, nel 1363/64 Ulrico III prese parte alle azioni belliche condotte dall'Ordine Teutonico in Prussia.

### Il governatorato del Wetterau
Ulrico III prese parte attivamente alla politica del suo tempo, sempre parteggiando per la causa imperiale, a tal punto che l'Imperatore Carlo IV di Lussemburgo lo nominò l'8 giugno 1349 governatore della regione del Wetterau. Con questa posizione egli combatté negli anni 1356 - 1366 con altri diversi signori locali della regione tra cui spiccavano gli Isenburg-Grenzau ai quali strappò il castello di Vilmar nel 1359. D'altro canto egli ebbe ottimi rapporti coi Falkenstein i quali furono suoi alleati.

## Matrimonio e figli
Nel 1327 Ulrico III sposò la contessa Adelaide di Nassau († 8 agosto 1344), figlia del conte Gerlach I di Nassau. Da questo matrimonio nacquero i seguenti figli:
- Ulrico IV (c. 1330 - 1380), erede del padre
- Reinhard (c. 1330 - XV secolo, Beg), canonico
- Elisabetta (c. 1330 - d. il 1384), sposò Guglielmo II di Katzenelnbogen
- Agnese (? - 4 agosto?), fu monaca del monastero di Klarenthal dal 1346
- Anna (? - ?), badessa del monastero di Patershausen dal 1396